# 剣舞
剣舞（けんぶ、けんまい、けんばい）は、伝統的な踊りの一種。一般に剣を持って踊る。人類の歴史上、人間が剣を使うようになってから、さまざまな文化圏で剣舞が行われてきた。武器を持った舞は武舞（Weapon dance）と呼び、剣舞はその一種である。
観賞、祭り等の演目、邪霊を払う等の目的で行われた。

## アジア

### 日本
日本では次のような踊りが行われてきた。
- 仙台市以北の東北地方太平洋側に広く分布する伝統芸能。鹿踊と一対で伝えられている例が多い[2]。
  - 鬼剣舞 - 岩手県北上市周辺の伝統芸能。
- 剣詩舞 - 日本舞踊の一つ。
- 剣扇舞

アイヌ文化では、エムシ（刀）は悪霊から人々を守る力があるとされ、剣舞としてのエムシリムセは疫病をもたらす悪霊を追い払うため、男性たちがエムシを持ち戦うふりをする。

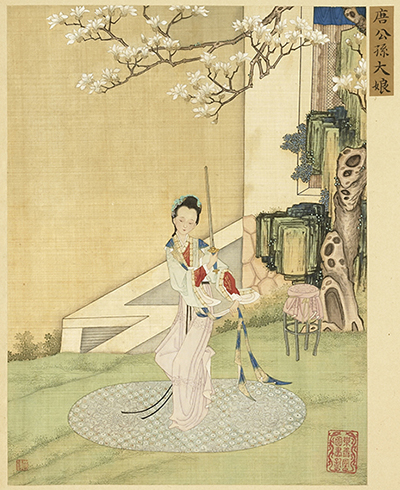
唐代の名妓「公孫大娘」の剣舞

### 中国、ベトナム
剑舞もしくは剑器舞。紀元前4世紀ごろに書かれた『山海経』の中山経には干儛（盾の舞）を神に奉納する儀式として書かれている。また中国の地理書『山海経』海外西経には古代の戦神である形天が盾と斧を持って舞ったという記述がある（「操干戚以舞」と書かれ、刑天舞干戚と言われる）。四字熟語の干戚羽旄（かんせきうぼう）も武舞と文の舞を示す語である。

### 朝鮮半島
クォンム(劍舞)
- 著名人：黄倡郎

### インド
ガッカ、Paika akhada、Chholiya

## ヨーロッパ
- スペインのバスク、オランダのフランドルなど、多くの地域で踊られている。
- ドイツ ニュルンベルクの剣・鍛冶ギルドの剣舞は、1350年から記録されている。
- ロシアのコサック人の踊り：ホパーク
- ピュリケー - 古代ギリシャ、特にスパルタで好まれた武舞で当初は戦闘訓練として行われていたとされる。

## 中東
剣舞のアラビア語ラテン文字翻字：raqs al-saïf
- アラビア：アルダ（ en ）
- エジプト：el ard
- トルコ（ブルサ）：クルチ・カルカン（Kılıç Kalkan）
- アラブ首長国連邦の銃舞：ヨウラ（アラビア語版）、Al Ayala dance（英語版）

## オセアニア
オーストラリアには、ブーメランを打ち鳴らす踊りがある。
トンガには、Kailaoという民族舞踊がある。

## ギャラリー

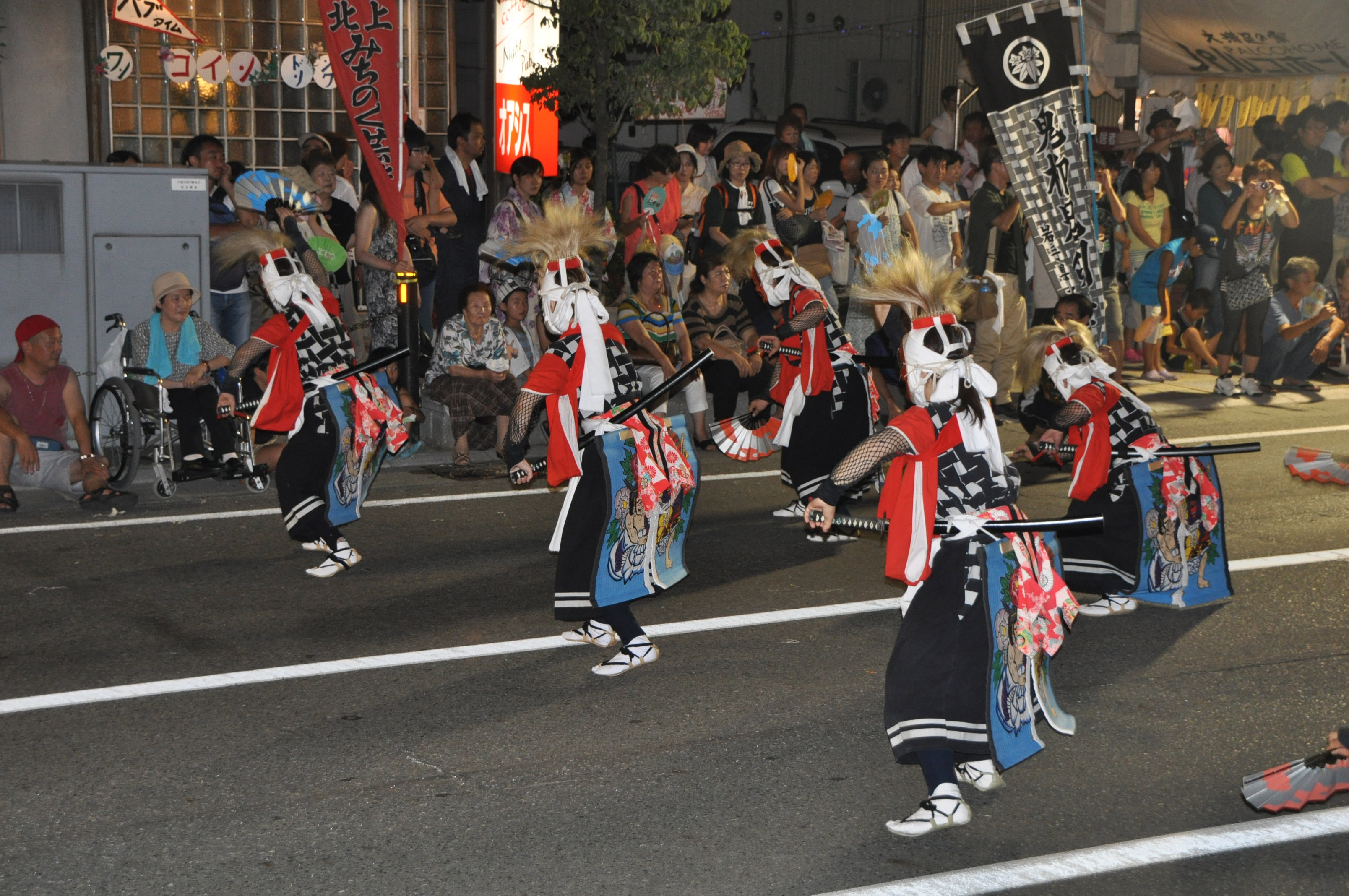
北上市の鬼剣舞
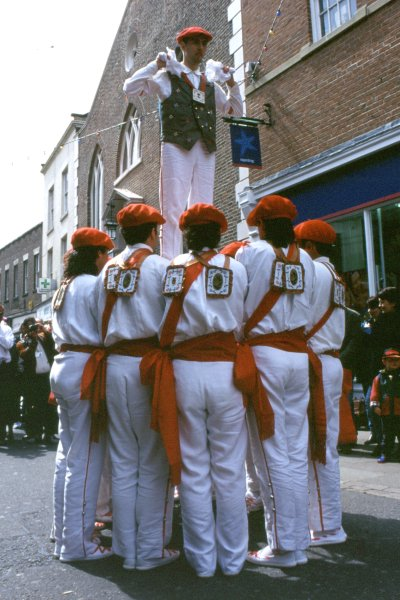
スペインのバスク地方の剣舞
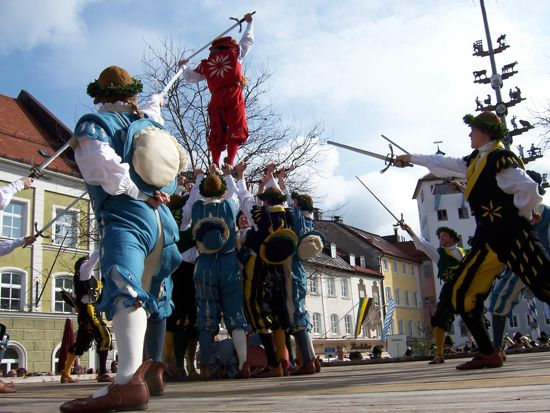
ドイツのバヴァリア地方に伝わる剣舞
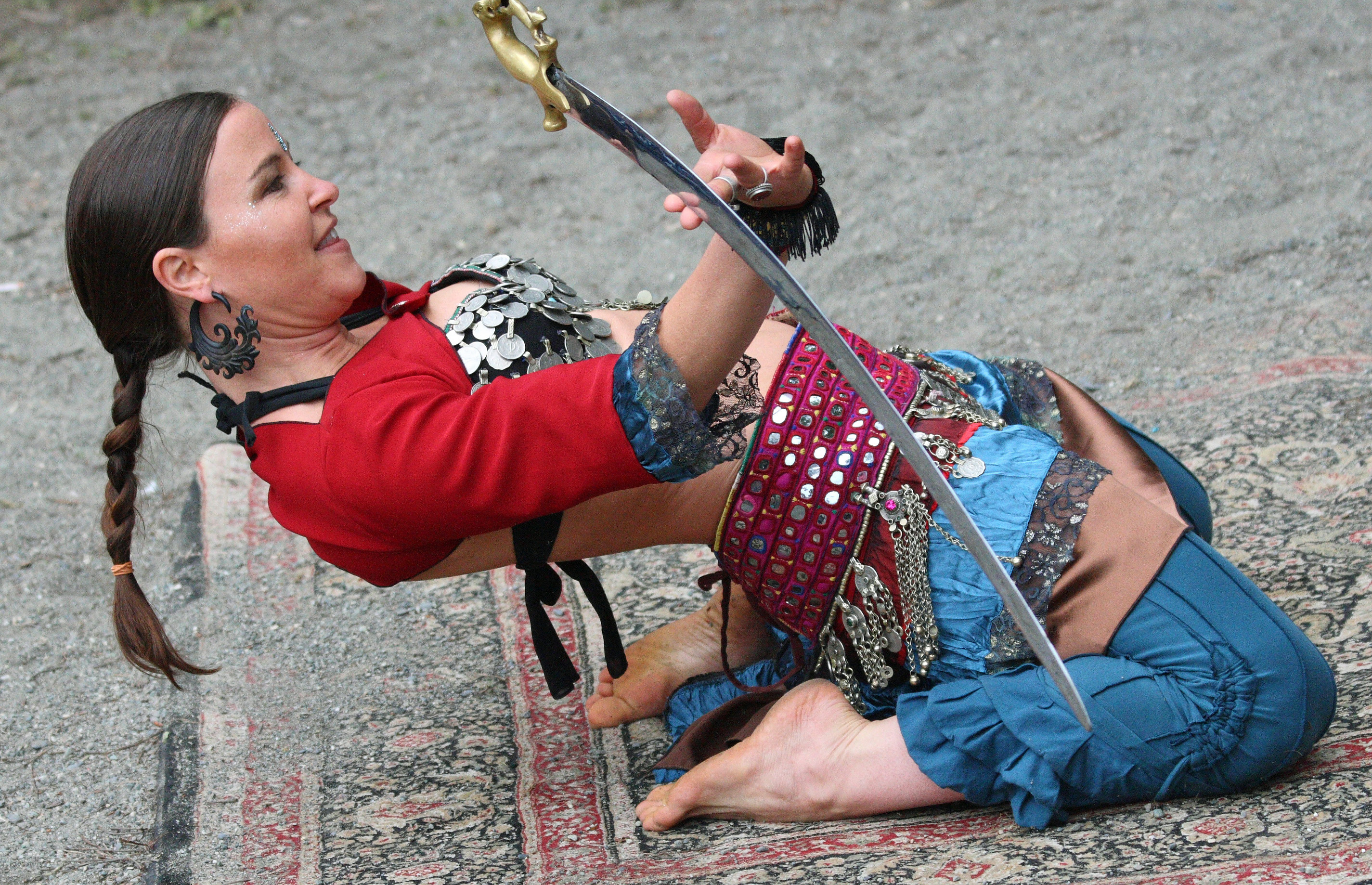
ジプシーの剣舞
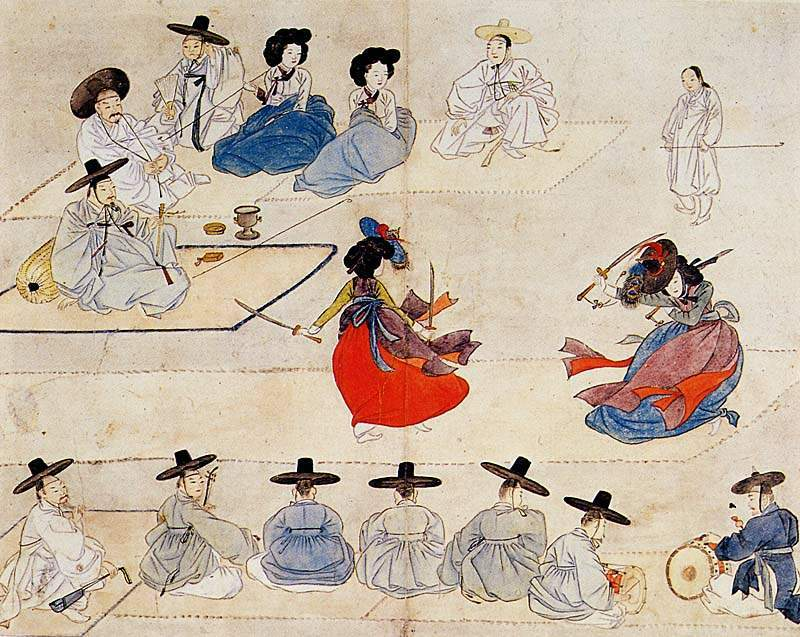
朝鮮の剣舞
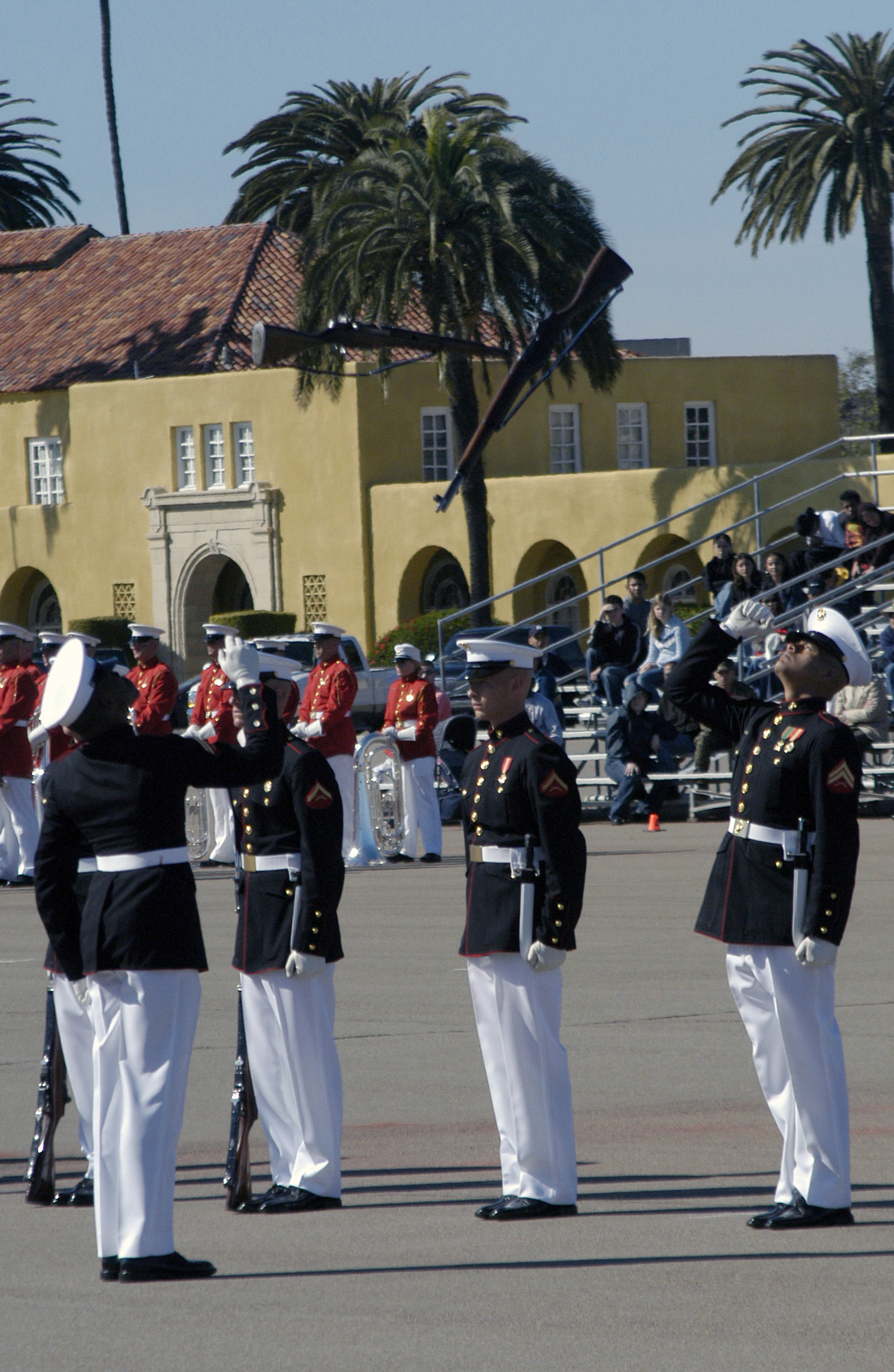
米国海兵隊サイレントドリル小隊（英語版）
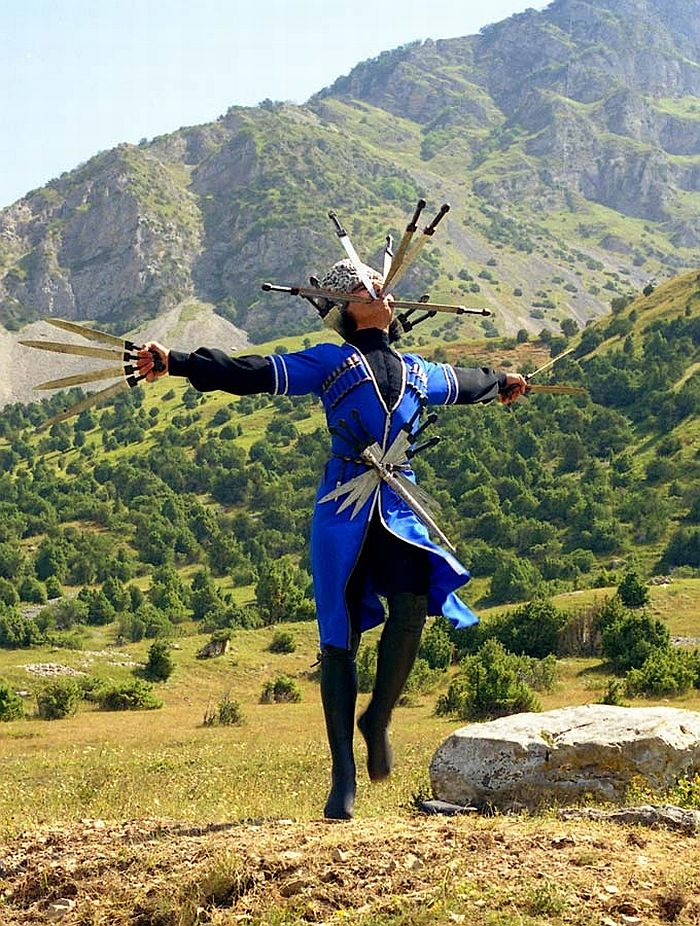
中央アジアのカフカース地方に住むオセット人の伝統舞踏